# 109
Aquesta pàgina és per a l'any. Per al nombre, vegeu cent nou.

## Esdeveniments
- 22 de juny - S'obren els Banys de Trajà de l'arquitecte Apol·lodor de Damasc, construïts sobre les ruïnes de la Domus Aurea (Casa daurada) de Neró al turó Esquilí.[1][2]
- 24 de juny: inauguració de l'Aqüeducte Aqua Trajana a Roma.[3]
- 11 de novembre: Trajà inaugura la seva nova naumàquia.[4]
- 24 de novembre: finalització dels Jocs romans, celebrant les victòries de Trajà a Dàcia amb espectacles de gladiadors.[4]
- Inici del regnat d'Osroes, rei dels Parts en competència amb Vologèse III (109-128).[5]